# Агафонов, Григорий Михайлович (художник)
Григорий Михайлович Агафонов (1819 — 1869) — русский художник, мозаичист, живописец.

## Биография
Родился 19 (31) января 1819 года в семье крестьянина в Шуйском городке Тотемского уезда Вологодской губернии (ныне село Шуйское Вологодской области).
Вольноприходящий ученик Императорской Академии художеств (1841—1850). Учился живописи у А. Г. Варнека. Писал картины в духе Венецианова. Получил малую серебряную медаль за картину «Деревенский мальчик» (в 1846 году) и звание неклассного художника по исторической и портретной живописи (в 1850 году). В 1851 году написал картину «Две девушки».
В 1853 году начал изучать мозаику на мозаичном отделении Академии художеств, сначала сверхштатным с 16 (28) мая 1853 года, потом штатным учеником со 2 (14) февраля 1853 года.
С 1857 года принимал участие в исполнении мозаичных образов для Исаакиевского собора (по эскизам Т. А. Неффа и А. Е. Бейдемана): св. Петра и Меркурия (1857-1859), св. Исаакия, Всех Святых (художником были исполнены три головы с левой стороны в 1861-1864), св. Николая Кочанного (1864-66), св. прор. Анны и праведной Елизаветы (1866-1869). За работу в Исаакиевском соборе в 1866 году удостоился звания классного художника 3-й степени, а в 1868 году — классного художника 2-й степени. В 1867 году получил бронзовую медаль на Всемирной выставке в Париже за фамильный мозаичный образ «Всех святых», выполненный совместно с И. Д. Бурухиным и М. П. Муравьёвым. Скончался 2 (14) сентября 1869 года в Вологде.
Умер 2 [14] сентября 1869 в Вологде.